# Scopula disclusaria
Scopula disclusaria är en fjärilsart som beskrevs av Hugo Theodor Christoph 1881. Scopula disclusaria ingår i släktet Scopula och familjen mätare. Inga underarter finns listade.